# Kururunfā
Kururunfā (japanisch 久留頓破, chin. Kunlunfa) ist eine okinawanische Kata des Karate der Strömung Shōrei-Ryū und wird in den Karate-Stilen Gōjū-Ryū und im Shitō-Ryū geübt.

## Name und Herkunft
Kururunfā geht auf eine Form namens Kun Lu der chinesischen Kampfkunst zurück. Sie wird auch Kururun-Ha genannt. Kururun bedeutet beständig, Ha bedeutet brechen. Der chinesische Name der Kata nennt die Kampfkunst, die im buddhistischen Kloster auf dem Berg Kun Lun trainiert wurde. Der japanische Name soll auf eine Bergwächterin mit Namen Yama Gamae zurückzuführen sein.

## Charakteristik
Kururunfā wird als Jū Kata (weiche Kata) eingeordnet. Die Kata zeichnet sich durch schnelle Bewegungen und Ausweichmanöver aus. Drei Arten des Ausweichens kommen dabei zur Anwendung: zur Seite gleiten, Zickzack-Bewegungen und Hüftausweichbewegungen. Alle Ausweichbewegungen werden schnell und geschmeidig ausgeführt. Wie der Name schon andeutet enthält die Kata auch noch verschiedenste Hebel und andere Techniken, welche auf die Gelenke des Gegners abzielen.

## Videos
- Andreas Ginger: Goju-Ryu Kata. Videoproduktion Geupel (DVD, ohne Altersbeschränkung, ca. 100 min)
- Mario Holderbach: Goju-Ryu-Kata. Best Fitness Solutions (DVD, ohne Altersbeschränkung)